# Tömjénfa

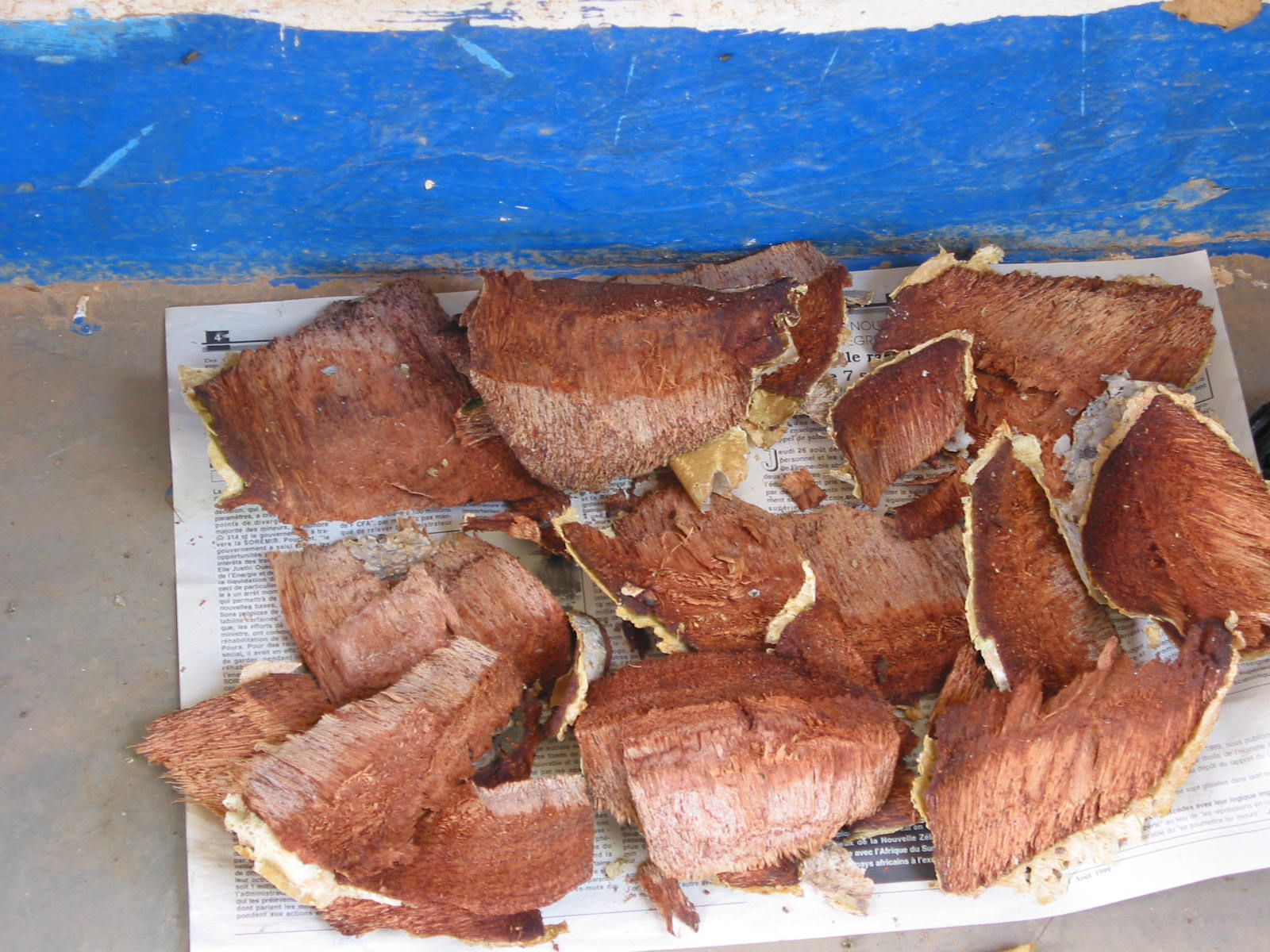
Afrikai tömjénfa (Boswellia dalzielii) kérge

A tömjénfa (Boswellia) a szappanfavirágúak rendjébe, a balzsamfafélék (Burseraceae) családjába tartozó növénynemzetség. Ezen nemzetségbe tartozó növények illatos gyantát termelnek, melyek közös jellemzője, hogy gyulladáscsökkentők. A bibliai tömjént a valódi tömjénfa (Boswellia sacra) adta, jelenleg a B. frereana-ból is előállítják.

## Tömjén
A tömjén (lat. olibanum) egyes tömjénfafajok (Boswellia spp.), például a valódi tömjénfa (Boswellia sacra, szinonim nevei: B. carteri, B. bhaw-dajiana) kérgéből kivont – főként templomokban – füstölőszerül használt mézgás gyanta.

## Leírás
A tömjénfa nemzetség négy fajából állítható elő jó minőségű tömjén. Ezek a valódi tömjénfa (B. sacra), a B. frereana, az abesszin tömjénfa (B. papyrifera) és az indiai tömjénfa (B. serrata). Valamennyi gyantatípus különböző minőségekben érhető el – ez elsősorban a betakarítás időpontjától függ, továbbá kézzel is osztályozzák őket.

## Felhasználás
A növényekből készült kivonatot az ájurvédikus orvoslás során több száz éve használják. Újabban vizsgálatok igazolták, hogy a valódi tömjénfa kivonata jótékony hatást gyakorol asztma és néhány gyulladásos megbetegedés esetén. Nyugat-Afrika területén az afrikai tömjénfa (Boswellia dalzielii) kérgét lázcsillapításra, reumás és gyomor- és bélrendszeri problémákra alkalmazzák.

### Fajlista
Az alábbi fajlista a The Plant List adatbázisának 1.1 verziója alapján készült.
- Boswellia ameero Balf.f.
- Boswellia boranensis Engl.
- Boswellia bricchettii (Chiov.) Chiov.
- Boswellia bullata Thulin
- Boswellia chariensis Guillaumin
- Boswellia dalzielii Hutch. – afrikai tömjénfa[6]
- Boswellia dioscoridis Thulin
- Boswellia elegans Engl.
- Boswellia elongata Balf.f. – nagylevelű tömjénfa[6]
- Boswellia frereana Birdw.
- Boswellia globosa Thulin
- Boswellia hildebrandtii Engl.
- Boswellia holstii Engl.
- Boswellia madagascariensis Capuron
- Boswellia microphylla Chiov.
- Boswellia multifoliolata Engl.
- Boswellia nana Hepper
- Boswellia neglecta S.Moore – kongói tömjénfa[6]
- Boswellia odorata Hutch.
- Boswellia ogadensis Vollesen
- Boswellia ovalifoliolata N. P. Balakr. et A. N. Henry
- Boswellia papyrifera (Caill. ex Delile) Hochst. – abesszin tömjénfa[6]
- Boswellia pirottae Chiov.
- Boswellia popoviana Hepper
- Boswellia rivae Engl.
- Boswellia ruspoliana Engl.
- Boswellia sacra Flueck. – szomáliai tömjénfa,[6] valódi tömjénfa,[6] arab tömjénfa[6]
- Boswellia serrata Roxb. ex Colebr. – indiai tömjénfa[6]
- Boswellia socotrana Balf.f. – szokotrai tömjénfa[6]

## Fordítás
Ez a szócikk részben vagy egészben  a   Boswellia című angol Wikipédia-szócikk ezen változatának fordításán alapul.  Az eredeti cikk szerkesztőit annak laptörténete sorolja fel. Ez a jelzés csupán a megfogalmazás eredetét és a szerzői jogokat jelzi, nem szolgál a cikkben szereplő információk forrásmegjelöléseként.